# Équipe du Brésil des moins de 17 ans de football
 (août 2024).
Si vous disposez d'ouvrages ou d'articles de référence ou si vous connaissez des sites web de qualité traitant du thème abordé ici, merci de compléter l'article en donnant les références utiles à sa vérifiabilité et en les liant à la section « Notes et références ».
Maillots
L'équipe du Brésil des moins de 17 ans est une sélection de joueurs de moins de 17 ans au début des deux années de compétition placée sous la responsabilité de la Fédération du Brésil de football. Cette équipe a remporté à 12 reprises le Championnat des moins de 17 ans de la CONMEBOL, et par quatre fois la Coupe du monde des moins de 17 ans, la dernière fois en 2021 grâce à un doublé du prometteur Esclavinho, ailier gauche de Fluminense en Serie A brésilienne, lors de la victoire 4-2 face aux Japonais.

## Parcours en Championnat des moins de 17 ans de la CONMEBOL
- 1985 :  Finaliste
- 1986 :  Finaliste
- 1988 :  Vainqueur
- 1991 :  Vainqueur
- 1993 : 4e
- 1995 :  Vainqueur
- 1997 :  Vainqueur
- 1999 :  Vainqueur
- 2001 :  Vainqueur
- 2003 :  Finaliste
- 2005 :  Vainqueur
- 2007 :  Vainqueur
- 2009 :  Vainqueur
- 2011 :  Vainqueur
- 2013 :  3e
- 2015 :  Vainqueur
- 2017 :  Vainqueur
- 2019 : Phase de groupes
- 2023 :  Vainqueur

## Parcours en Coupe du monde des moins de 17 ans
- 1985 :  3e
- 1987 : 1er tour
- 1989 : Quart de finale
- 1991 : Quart de finale
- 1993 : Non qualifié
- 1995 :  Finaliste
- 1997 :  Vainqueur
- 1999 :  Vainqueur
- 2001 : Quart de finale
- 2003 :  Vainqueur
- 2005 :  Finaliste
- 2007 : Quart de finale
- 2009 : 1er tour
- 2011 : 4e
- 2013 : Quart de finale
- 2015 : Quart de finale
- 2017 :  3e
- 2019 :  Vainqueur

## Palmarès
- Tournoi de Montaigu
  - Vainqueur en 1984

- Championnat des moins de 17 ans de la CONMEBOL
  - Vainqueur en 1988, 1991, 1995, 1997, 1999, 2001, 2005, 2007, 2009, 2011, 2015 et 2017
  - Finaliste en 1985, 1986 et 2003

- Coupe du monde des moins de 17 ans
  - Vainqueur en 1997, 1999, 2003 et 2019
  - Finaliste en 1995 et 2005

## Effectif en 2021
Cette section représente le match amical contre le Paraguay les 2 et 5 septembre 2021.
Gardiens
- Diego Fernandes Simões
- Dyogo
- Mycael

Défenseurs
- Leonardo Ataíde
- Léo Mana
- Vinicius Tobias
- Guilherme Biro
- Gabriel Vareta
- Rômulo
- Tiago Coser
- Ythallo

Milieux
- Andrey
- Arthur
- Lucas Eduardo
- Luiz Freitas
- Luizinho
- Matheus Gonçalves

Attaquants
- Caio Matheus
- Erick
- Giovani
- Matheus Nascimento
- Savio
- Ângelo

## Anciens joueurs célèbres
- Denílson
- Luís Anderson
- Bismarck
- André Cruz
- Júlio César
- Fábio Aurélio
- Renato
- Ronaldinho
- Eduardo Costa
- Ederson
- Marcelo
- Neymar